# 克里夫基 (捷列博夫利亞區)
49°22′33″N 25°36′45″E / 49.37583°N 25.61250°E
克里夫基（烏克蘭語：Кривки），是烏克蘭的村落，位於該國西部捷爾諾波爾州，由捷尔诺波尔区負責管轄，始建於十八世紀，面積0.78平方公里，2001年人口264，人口密度每平方公里340.7人。